# Pieluszkowe zapalenie skóry
Pieluszkowe zapalenie skóry, PZS – stan zapalny skóry zlokalizowany w miejscu przylegania pieluszki.
PZS należy do najczęstszych schorzeń skóry wieku niemowlęcego i wczesnodziecięcego, jest częstą infekcją u osób z niedoborem odporności. Przyczyny występowania PZS mają charakter złożony i wieloczynnikowy. Główny czynnik predysponujący do wystąpienia PZS stanowi długi kontakt skóry z wilgotnym środowiskiem. Podrażniona skóra jest podatna na zakażenia Candida albicans. Przebieg choroby najczęściej jest łagodny i objawia się rumieniem. Cięższe postacie PZS wiążą się z występowaniem ostrych wykwitów skórnych (np. rumień, obrzęk, nadżerki, pęcherzyki) w miejscu przylegania pieluszki. Na skórze widoczne są grudki bladoróżowe do
jasnoczerwonych, często łuszczące się obwodowo. PZS równie często występuje u obu płci. Jego łagodne formy dobrze reagują na leczenie za pomocą emolientów. W przypadku nasilonego stanu zapalnego bądź powikłanego PZS konieczne jest zastosowanie środków farmakologicznych, zaleca się miejscowe leczenie przeciwgrzybicze. Podstawą pielęgnacji jest zachowanie zasad właściwej higieny okolicy pieluszkowej: unikanie wilgoci, częsta zmiana pieluszek, wietrzenie zainfekowanej skóry krocza oraz unikanie stosowania w okolicy krocza preparatów na bazie alkoholu.

## Leczenie
Łagodne formy PZS dobrze reagują na leczenie za pomocą emolientów. W przypadku nasilonego stanu zapalnego bądź powikłanego PZS konieczne jest zastosowanie środków farmakologicznych. Zalecane jest krótkotrwałe zastosowanie słabych kortykosteroidów lub kortykosteroidów w połączeniu z antybiotykami. W PZS nadkażonym gronkowcem należy zastosować zewnętrzne preparaty przeciwbakteryjne. W przypadku nadkażenia drożdżakami konieczne jest zewnętrzne leczenie preparatami przeciwgrzybiczymi (nystatyna, klotrimazol, mikonazol). Przy podejrzeniu podrażnienia skóry o podłożu alergicznym należy wyeliminować alergeny zawarte w środkach do higieny i pielęgnacji, przy czym elementem różnicującym PZS z reakcją alergiczną jest występowanie w alergicznym zapaleniu skóry zmian nie tylko w okolicy pieluszkowej, ale także w innych częściach ciała (np. na twarzy, kończynach). Z diety oraz innych substancji, z którymi dziecko ma kontakt (np. zasypek dla dzieci), należy wyeliminować skrobię kukurydzianą, ponieważ jest ona doskonałą pożywką dla Candida.